# Davinhor
Davinhor ou Davinhor Pacman, de son nom complet Davinhor Makwala, née le 7 mars 1997 à Kinshasa, est une rappeuse congolaise active en France.

## Biographie

### Enfance et jeunesse
Davinhor naît le 7 mars 1997 à Kinshasa, capitale de la république démocratique du Congo,,. Son prénom est une contraction de ceux de ses parents, David et Hortense. En 2000, elle et sa famille fuient le Congo déchiré par une guerre. Ils s'installent à Paris, où ils restent quelques mois avant d'emmenager à Gien dans le Loiret, où ils s’installent dans un foyer Sonacotra avant d'emménager à Compiègne dans l'Oise, où ils s'installent de nouveau dans un foyer.
Elle excelle dans l’athlétisme qu’elle découvre dès l’âge de cinq ans et enchaîne les compétitions dans le Loiret puis à Creil où elle et ses sœurs emménagent avec leur père après la séparation de leurs parents. Elle intègre à l’adolescence une formation sport-études.

### Carrière
En 2019, Davinhor se fait remarquer lorsqu'elle est invitée par le rappeur Niska sur l'émission Planète Rap, où elle interprète son single J'suis quelqu'un,. La même année, elle signe chez Universal Music France et rejoint le label Capitol Music France. En 2020, elle entame une série de freestyles intitulée Coopérer.
En 2021, elle participe aux côtés des chanteuses et rappeuses Chilla, Le Juiice, Vicky R et Bianca Costa au documentaire Reines : pour l'amour du rap, produit par Canal+.
À la suite de ce projet, elle poursuit les sorties de singles jusqu'à la sortie de son premier album Indomptable le 25 mars 2022.
En 2022, elle participe aux côtés de Bianca Costa, Le Juiice et Vicky R à la 5e édition de Hip-hop Symphonique, où elles interprètent AHOO.

## Style musical et influences
La musique de Davinhor est influencé par le hip-hop américain des années 1990 et 2000. Elle cite Cardi B, Megan Thee Stallion, Foxy Brown et Lil' Kim comme influences,. Lors d'une interview avec Mouv', Davinhor se dit fan de Mylène Farmer, notamment de son « côté un peu garçon manqué » et de son parcours. Elle se dit également attiré par la discrétion médiatique de l'artiste.

## Engagements politiques
Davinhor est connue pour ses prises de position féministes sur les réseaux sociaux, même si la rappeuse ne se définit pas comme telle mais plutôt comme étant « engagée »,.
Lors du premier tour de l'élection présidentielle française de 2022, Davinhor apporte son soutien à Jean-Luc Mélenchon.

## Discographie

### Singles
- 2018 - Ligue 1
- 2018 - Teresa Mendoza
- 2018 - Couronne
- 2019 - Tchao
- 2019 - Ceper
- 2019 - Ban Ban Ban
- 2020 - J'suis quelqu'un
- 2020 - L'amour ça fait mal[21]
- 2020 - Fais les sous
- 2020 - Coopérer #1
- 2020 - Coopérer #2
- 2021 - Pas de sentiments
- 2021 - Sugar Daddy
- 2022 - Indomptable
- 2022 - Maya Maya (feat. Bolémvn)
- 2022 : Opinel 12

### Collaborations
- 2021 - J'suis piqué (feat. Naza)
- 2021 - Façonne (feat. KeBlack)
- 2022 - Floko (feat. Le Juiice)
- 2022 - Mamma (feat. Epoque)[22]

## Filmographie

### Télévision
- 2021 : Reines, pour l'amour du rap (documentaire sur Canal +)[23]